# Freeman (South Dakota)
Freeman is een plaats (city) in de Amerikaanse staat South Dakota, en valt bestuurlijk gezien onder Hutchinson County.

## Demografie
Bij de volkstelling in 2000 werd het aantal inwoners vastgesteld op 1317.
In 2006 is het aantal inwoners door het United States Census Bureau geschat op 1194, een daling van 123 (-9,3%).

## Geografie
Volgens het United States Census Bureau beslaat de plaats een oppervlakte van
2,8 km², geheel bestaande uit land. Freeman ligt op ongeveer 461 m boven zeeniveau.

## Plaatsen in de nabije omgeving
De onderstaande figuur toont nabijgelegen plaatsen in een straal van 24 km rond Freeman.